# Terremoto de Surigao de 2017
El terremoto de Surigao de 2017 ocurrió en la costa en Surigao del Norte (Filipinas) a las 10:03 (UTC+8) del 10 de febrero de 2017, con una magnitud de momento 6.7 y una intensidad VIII máxima (destructiva).
El terremoto de falla horizontal submarino del epicentro se localizó a aproximadamente 14 kilómetros (8 millas) al noroeste de la ciudad de Surigao a la hora estándar de Filipinas, 22:03.
 Basado en PHIVOLCS, el epicentro de la falla se encontró a 10 kilómetros al noroeste de Surigao del Norte, y a 15 kilómetros al sudoeste de Islas Dinagat; generaron una magnitud de 6.7, y una intensidad 6 a 1 sobre Bisayas orientales y bisayas centrales, 4 en Bohol y 1 en Cebú. De acuerdo con el Departamento de Bienestar Social y Desarrollo, por lo menos 300 casas en Surigao del Norte se destruyeron después del terremoto.

## Consecuencias
El 11 de febrero de 2017, el gobierno de Surigao declaró estado de calamidad. La Autoridad de Aviación Civil de Filipinas suspendió todos los vuelos desde Manila a la ciudad de Surigao debido a los daños sufridos por la pista del aeropuerto de la ciudad.
El gobierno nacional filipino, a través del portavoz presidencial Ernesto Abella, aseguró al público que el gobierno proporcionará ayuda y aseguró al público que el gobierno proporcionará ayuda a las víctimas del terremoto de Surigao. La cifra de víctimas asciende a 15 y los heridos superan el centenar